# مقاطعة كريستشيان (إلينوي)
مقاطعة كريستشيان (بالإنجليزية: Christian County)‏ هي إحدى المقاطعات في ولاية إلينوي في الولايات المتحدة الأمريكية.